# Constantin Balcan
Constantin Balcan (n. 28 mai 1951) este un fost senator român în legislatura 1990-1992 ales în județul Ialomița pe listele partidului FSN. În cadrul activității sale de senator, Constantin Balcan a fost membru în grupurile parlamentare de prietenie cu Japonia și Republica Bulgaria. În 1951, Constantin Balcan era seantor independent.